# رانچ سندیگو (کالیفرنیا)
رانچ سندیگو (به انگلیسی: Rancho San Diego) یک منطقهٔ مسکونی در ایالات متحده آمریکا است که در شهرستان سن دیگو، کالیفرنیا واقع شده‌است. رانچ سندیگو ۲۲٫۵۳۶ کیلومتر مربع مساحت و ۲۱٬۲۰۸ نفر جمعیت دارد و ۱۱۰ متر بالاتر از سطح دریا واقع شده‌است.